# Jenna Coleman
Jenna-Louise Coleman, även känd som Jenna Coleman, född 27 april 1986 i Blackpool, Lancashire, är en brittisk skådespelerska. Hon har bland annat gjort rollen som Clara Oswald i Doctor Who, som Jasmine Thomas i Hem till gården och som den unga drottning Victoria av Storbritannien i Victoria.

## Filmografi
| År              | Titel                              | Roll                   | Noteringar                           |
| --------------- | ---------------------------------- | ---------------------- | ------------------------------------ |
| 2005–2009       | Hem till gården                    | Jasmine Thomas         | 168 avsnitt                          |
| 2009            | Waterloo Road                      | Lindsay James          | 9 avsnitt                            |
| 2011            | Captain America: The First Avenger | Connie                 |                                      |
| 2012            | Titanic                            | Annie Desmond          | 4 avsnitt                            |
| 2012            | Room at the Top                    | Susan Brown            | 2 avsnitt                            |
| 2012            | Imaginary Forces                   | Ellen                  | Kortfilm                             |
| 2012            | Doctor Who                         | Oswin Oswald           | Avsnitt 7.01, "Asylum of the Daleks" |
| 2012            | Doctor Who                         | Clara Oswin Oswald     | Julspecial, "The Snowmen"            |
| 2013–2015, 2017 | Doctor Who                         | Clara Oswald           | 36 avsnitt                           |
| 2013            | Dancing on the Edge                | Rosie Williams         | 5 avsnitt                            |
| 2013            | Death Comes to Pemberley           | Lydia Wickham          | 3 avsnitt                            |
| 2016            | Me Before You (Livet Efter Dig)    | Katrina "Treena" Clark |                                      |
| 2016–2019       | Victoria                           | Drottning Victoria     |                                      |